# Каплан, Михаил Яковлевич
Михаи́л Я́ковлевич Капла́н (29 августа 1932, Светиловичи, Гомельская область, Белорусская ССР — 7 июля 2022, Израиль) — советский и российский драматический актёр и театральный педагог, народный артист Российской Федерации (1997).

## Биография
Родился 29 августа 1932 года в посёлке Светиловичи Гомельской области БССР. Вырос в Свердловске, куда в 1941 году с двумя детьми эвакуировалась его мать.
В 1954 году окончил Ленинградский театральный институт имени А. Н. Островского. С сентября по октябрь 1954 года служил в Республиканском театре русской драмы Карело-Финской ССР (Петрозаводск). С сентября 1957 по сентябрь 1958 года был актёром Читинского областного драматического театра. С сентября 1958 по август 1971 года выступал на сцене Ставропольского театра драмы.
С сентября 1971 года более 40 лет служил в Пензенском областном драматическом театре, где сыграл почти 70 ролей.
В 1970-е годы преподавал сценическую речь и сценическое движение на театральном отделении Пензенского культурно-просветительного училища, с 2008 по 2012 год вёл занятия на актёрском отделении Пензенского колледжа культуры и искусств.
Последние десять лет жил в Израиле, где проходил длительный курс лечения. Скончался 7 июля 2022 года на 90-м году жизни в Израиле. Похоронили его там же 8 июля 2022 года.

## Творчество
В разные годы, на разных сценах Михаил Каплан мастерски сыграл десятки ролей, заслужив высокую оценку критиков и признание публики. Значительное место в его репертуаре занимают персонажи из классической драматургии. Однако, с не меньшим успехом актёр выступал и в пьесах современных авторов, в которых им были созданы весьма яркие и запоминающиеся образы. Подлинным триумфом актёра стала бенефисная роль Тевье-молочника в спектакле «Поминальная молитва» по пьесе Григория Горина (2004), позволившая показать весь диапазон его сценических данных.

### Роли в театре
- «Волки и овцы» А. Н. Островского — Лыняев
- «Лес» А. Н. Островского — Счастливцев
- «Ревизор» Н. В. Гоголя — Земляника
- «Коварство и любовь» Ф. Шиллера — Миллер
- «Севильский цирюльник» П. Бомарше — Бартоло
- «Укрощение строптивой» У. Шекспира — Баптисто
- «Король Лир» У. Шекспира — шут
- «Дракон» Е. Шварца — Бургомистр
- «Мастер и Маргарита» М. А. Булгакова — Кот Бегемот
- «Сон в летнюю ночь» У. Шекспира — Дудка, аптекарь
- «Тифлисские свадьбы» А. А. Цагарели — князь
- «Деревья умирают стоя» А. Касоны — сеньор Бальбоа
- «Госпожа министерша» Б. Нушича — Нинкович
- «Касатка» А. Н. Толстого — Абрам Желтухин
- «Дело, которому ты служишь» Ю. Германа — Гебейзен
- «Забыть Герострата» Г. И. Горина — Тиссаферн
- «Старший сын» А. Вампилова — Сарафанов
- «Рихард Зорге» Озуми — Маклярский, Раппопорт
- «Крошка» Ж. Летраза — Эдмонт Фонтанж
- «Левша-92» В. Константинова и Б. Рацера — царь и английская королева
- «Сад» И. Бар-Йосифа — Менаше
- «Поминальная молитва» Г. И. Горина — Тевье-молочник
- «Божьи одуванчики» А. Иванова — Тамбовский

### Фильмография
- 2009 — Потерпевший
- 2013 — Актёр России (неигровой)

## Звания и награды
- Заслуженный артист РСФСР (1990)
- Народный артист Российской Федерации (1997)
- Медаль ордена «За заслуги перед Пензенской областью» (2013);
- Памятный знак «За заслуги в развитии г. Пензы» (2013)[5].

## Семья
- Брат — Лев Яковлевич Каплан (род. 1938), альтист, концертмейстер группы альтов ГАБТ (1973—1990), концертмейстер группы альтов Академического симфонического оркестра Московской государственной филармонии (1990—2014), куратор струнной группы АСО МГАФ (2014—2016), преподаватель МГИМ им. А. Г. Шнитке. Заслуженный артист Российской Федерации (1995)[6].
- Сестра — Дина Яковлевна Бутинская (урождённая Каплан), работала заведующей литературной частью, художественным руководителем и заведующей труппой Ставропольского краевого театра кукол (1974—2005), заслуженный работник культуры Российской Федерации (ныне живёт в Штутгарте)[7][8].
- Дочь — Елена Михайловна Макарская, актриса театра кукол, живёт в Холоне (Израиль).
  - Внук — актёр Антон Макарский[9][10][11]